# Pretty Young Thing
Pretty Young Thing è il secondo singolo della cantante pop norvegese Lene Nystrøm, pubblicato nel 2004 dall'etichetta discografica Polydor.
Il brano è stato scritto da Steve Torch, Walter Turbitt e Stella Katsoudas e prodotto da Brian Rawling e Paul Meehan ed è stato inserito nell'album di debutto della cantante, Play with Me.
La canzone ha ottenuto un successo inferiore rispetto al precedente singolo, It's Your Duty.

## Tracce
1. Pretty Young Thing – 4:24 (Steve Torch, Walter Turbitt, Stella Katsoudas)